# Övervakningsfartyg 312-serien
Övervakningsfartyg 312-serien är en serie medelstora övervakningsfartyg för Kustbevakningen i Sverige. Fem fartyg levererades 2012–2013 av Baltic Workboats i Estland.
312-serien ersatte äldre övervakningsfartyg. Längden är 26,5 meter och bredden 6,2 meter. De har tre Volvo Penta dieselmotorer, vilka ger en högsta hastighet på 32 knop. Fartyget är byggt i aluminium och har ett deplacement på 53,8 ton.